# Zibaldone di pensieri
Zibaldone di pensieri, normalmente abreviado Zibaldone, es una obra del escritor italiano Giacomo Leopardi. Recoge gran cantidad de apuntes escritos entre 1817 y 1832 en forma de diario personal. Fue publicado entre 1898 y 1900 por una comisión de académicos presidida por Giousuè Carducci y Antonio Ranieri. Iniciado cuando Leopardi tenía 19 años, y abandonado cinco años antes de su muerte, los apuntes y reflexiones filosóficas que contiene son el resultado de la lucha interior del escritor por conseguir una imagen propia del mundo.  La edición en español estuvo al cuidado del escritor Rafael Argullol. 

## Título
El título deriva del nombre dado en italiano a un género surgido durante el final de la Edad Media, dadas sus características literarias, una mezcla de pensamientos, aforismos y apuntes. Zibaldone es una comida típica de la región de Emilia-Romaña que se compone de una mezcla de muchos ingredientes diferentes, en español, pisto. A veces la palabra se sirvió para describir a una multitud confusa de gente. A partir de la obra de Leopardi se extendió el término para describir anotaciones diversas en cuadernos o diarios, algo que también puede tomar un sentido peyorativo (como pisto en español).

## Contenido y estilo
Se trata de anotaciones de diferente extensión, inspiradas por temática diferente, a menudo escritos directamente y sin preparación real, dando a estos pensamientos un estilo sencillo por su provisionalidad, con el aspecto de haber sido hechos con prisas. Algunos son más largos que otros, y encontramos algunos que ocupan una línea, y otros más de dos páginas. Su importancia viene dada por el hecho de ser un resumen de su pensamiento filosófico y por sintetizar muchos de los temas que se encuentran en los Cantos, las Obras Morales o en los Pensamientos.

## Datación
La primera página se cree que fue escrita hacia julio o agosto de 1817, mientras que la última fue escrita el 4 de diciembre de 1832 en Florencia. Ocupa 4525 páginas, de las cuales la mayor parte fueron escritas entre 1817 y 1823, con un total de más de 4000 aforismos con cierta elaboración.